# Hôtel de Ville (Le Bourget)

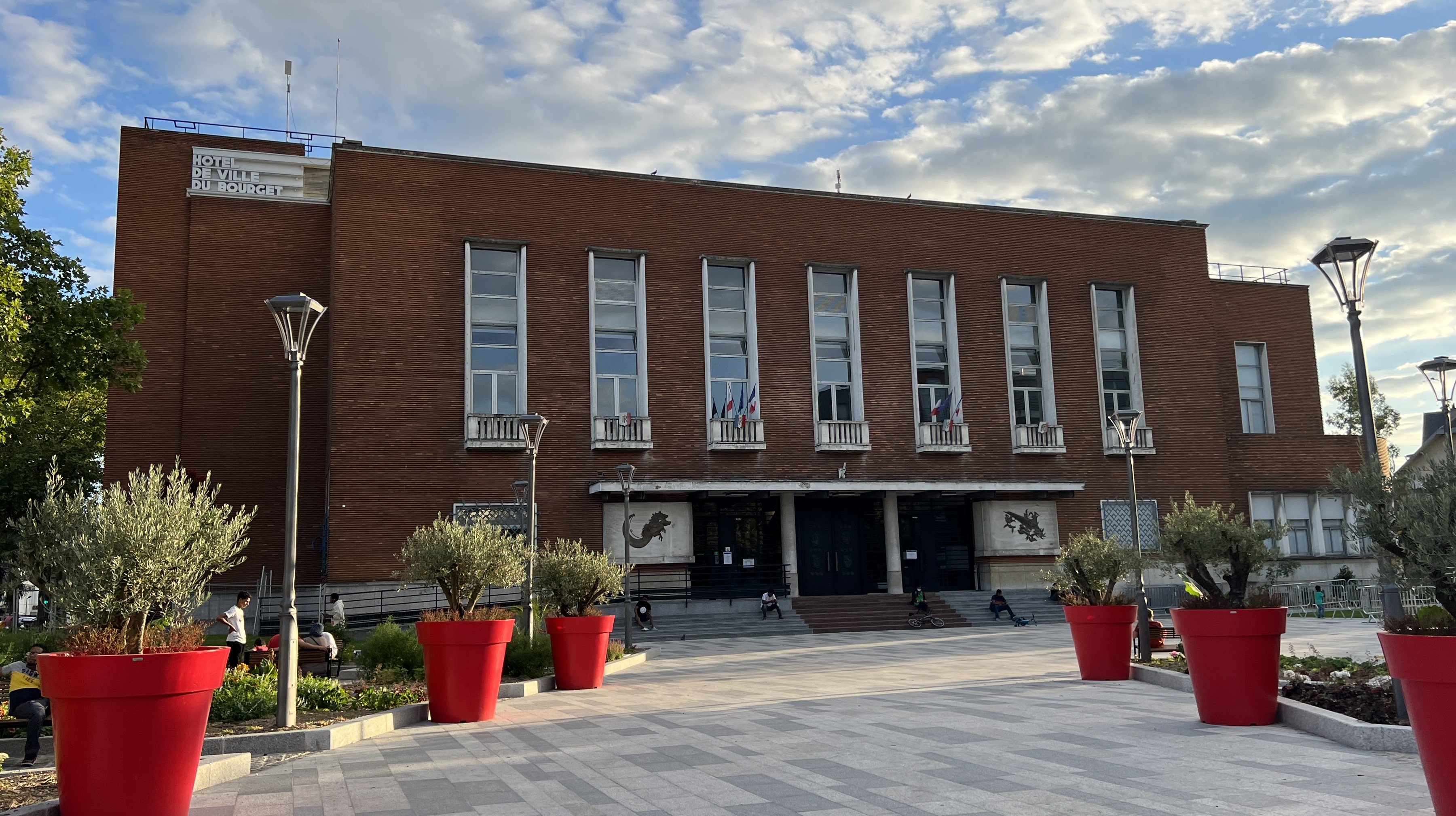
Hôtel de Ville in Le Bourget

Das Hôtel de Ville (deutsch Rathaus) in Le Bourget, einer französischen Stadt im Département Seine-Saint-Denis in der Region Île-de-France, wurde von 1930 bis 1936 errichtet. Das Hôtel de Ville steht an der Avenue de la Division-Leclerc.
Da die Stadt einen ständigen Bevölkerungszuwachs hatte, war der Neubau für die größere Verwaltung notwendig geworden. Das Gebäude aus Ziegelmauerwerk wurde nach Plänen der Architekten Charles Luciani und Toussaint Contresti in Anlehnung an den Art-déco-Stil erbaut. Nach den starken Beschädigungen durch Luftangriffe im Zweiten Weltkrieg wurde das Rathaus wieder aufgebaut.